# Avon, Colorado
Avon är en stad (town) i Eagle County, i delstaten Colorado, USA. Enligt United States Census Bureau har staden en folkmängd på 6 365 invånare (2011) och en landarea på 20,8 km².